# Modificazione di dispositivi coadiuvata al laser
Modificazione di dispositivi coadiuvata al laser (LADA: Laser assisted device alteration) è una tecnica di analisi a temporizzazione laser dei dispositivi a semiconduttori. Il laser è utilizzato per alterare temporaneamente le caratteristiche di funzionamento dei transistor nel dispositivo.

## Teoria di funzionamento
La tecnica LADA orienta un laser ad onda continua e potenza variabile verso i transistori di specifici dispositivi. Il laser è abitualmente di una varietà a corta lunghezza d'onda dell'ordine dei 1064nm. Ciò consente che il laser generi dei fotoelettroni nel silicone senza sfociare in un riscaldamento localizzato del dispositivo. La tecnica LADA è alquanto simile nella esecuzione alla tecnica SDL, localizzazione molle dei difetti, eccetto che l'SDL utilizza un laser a lunghezza d'onda maggiore (1340nm) con lo scopo di indurre del riscaldamento localizzato piuttosto che generare dei fotoelettroni. L'una e l'altra tecnica richiedono che il dispositivo sia scandito con un laser mentre si trova ad essere stimolato attivamente dal tester.
Il dispositivo in corso di investigazione viene stimulato elettricamente e la sua uscita monitorata. Questa tecnica viene applicata sul lato posteriore del dispositivo a semiconduttori, permettendo con ciò l'accesso diretto del laser alle regioni di diffusione attive del dispositivo. L'effetto del laser sulla regione attiva del transistor è di generare una corrente fotoelettrica localizzata. Questa corrente fotoelettrica è temporaneo ed è presente durante il tempo in cui il laser sta stimolando la regione designata. La creazione di questa corrente fotoelettrica altera i parametri operativi del transistor, la qual cosa può essere osservata come cambiamento nelle prestazioni del dispositivo. 
L'effetto di questo cambiamento dei parametri potrebbe essere di accelerare o rallentare il funzionamento del dispositivo medesimo. Ciò rende la tecnica LADA una tecnica appropriata per determinare percorsi temporizzanti critici all'interno di circuiti a semiconduttori.
Il laser ha effetti che differiscono sui transistor NMOS e PMOS. Nel caso dei NMOS, i transistor verranno attivati. Per i PMOS, però, l'effetto è di abbassarne la tensione di soglia. L'effetto sui transistor PMOS diventa proporzialmente più forte con l'aumentare della potenza del laser. L'effetto è di aumentare o ridurre la velocità del dispositivo in prova.
La messa a punto per l'analisi LADA comporta la connessione del dispositivo ad una apparecchiatura di prova. I parametri di prova, tensione di funzionamento e velocità del dispositivo, sono quindi aggiustati per metterlo in uno stato Passa/Non passa o Non passa/Passa. È utile usare un tester shmoo plot per selezionare le condizioni di funzionamento appropriate. L'effetto dello scandire le regioni sensibili col laser è quello di fare scattare dalla condizione Passa allacondizione Non passa, o dalla condizione Non passa alla condizione Passa.

### Applicazioni
La tecnica LADA è utile per confermare o confutare una teoria in essere della causa del malfunzionamento. Può essere impiegata per confermare dispersioni sospette di transistor o rumori di barra collettrice. Ha trovato pure vasta utilizzazione nella localizzazione di difetti di processo dato che l'effetto LADA modula le caratteristiche del transistor nello stesso percorso come il difetto di processo.